# Tour de cristal (Madrid)
La tour de cristal (en espagnol, Torre de Cristal) est un gratte-ciel de bureaux situé dans le Cuatro Torres Business Area à Madrid, capitale de l'Espagne. Il a été conçu par l'architecte César Pelli.
Il s'agit du plus haut bâtiment d'Espagne. La tour renferme un mur végétal réalisé fin 2008 par le botaniste Patrick Blanc.

## Historique
La construction a commencé en 2004 et s'est achevée le 4 décembre 2009. La tour a été conçue par l'architecte argentin César Pelli. Les architectes Íñigo Ortiz et Enrique León ont également participé au projet. L'ingénieur responsable de la conception structurelle était José Ignacio Viñals Millán, qui était également chargé de la gestion du projet, avec l'ingénieur César Herrera Castilla.
Pour l'ensemble du revêtement de la façade, 44 000 mètres carrés de verre ont été utilisés. Au total, 90 000 mètres cubes de terre ont été extraits et la zone dans laquelle se trouvent les caves a été vidée. Plus de 250 kilomètres de câbles électriques ont été utilisés ainsi que 40 000 mètres cubes de béton.
Elle est détenue par la compagnie d'assurance Mutua Madrileña. Ses locataires comprennent des entreprises telles que KPMG, Red Hat, SegurCaixa Adeslas, Agbar, Seat, Bovis et le centre d'affaires IWG.

## Description
La Tour de Cristal est haute de 249 mètres. Elle est divisée en une entrée au rez-de-chaussée, 46 étages exclusivement réservés aux bureaux et six étages en sous-sol pour le parking, avec une capacité d'environ 1 250 voitures. Les façades sont exclusivement recouvertes de verre et, au niveau supérieur, la variation du plan d'étage génère des changements dans les quatre plans de la façade qui donnent au bâtiment l'apparence du verre taillé.
La Tour de cristal a la forme d'un diamant et, selon les mots de son architecte, l'Argentin César Pelli, elle se veut pure dans ses facettes et ses éclats .
À l'intérieur, le hall d'entrée a une hauteur maximale de 10 mètres et est fermé de tous côtés par des vitrages allant du sol au plafond. Le plan d'étage est de forme rectangulaire et mesure 51 mètres sur 33.
Sa structure mécanique en fait un puzzle géant. La plupart des composants ont été fabriqués hors site. Le nombre d'ascenseurs dans la Tour est de 27.
La Tour a reçu la certification environnementale de catégorie A. Parmi ses avancées, il convient de souligner sa façade vitrée, dotée d'un système de mur bioclimatique qui intègre la ventilation intérieure, ajuste automatiquement le contrôle de l'ensoleillement et optimise les paramètres climatiques et de consommation d'énergie.

### Jardin suspendu
À l'intérieur du bâtiment, plus précisément au dernier étage, la Tour de Cristal abrite un jardin suspendu, le plus haut d'Europe. Le jardin, d'une superficie de 600 m², est situé derrière la façade en verre et peut être vu de l'extérieur du bâtiment.
L'aspect distinctif du jardin a été obtenu en installant une structure verticale en PVC sur laquelle a été placé un feutre synthétique sur lequel les différentes espèces de plantes prennent racine. Les plantes poussent grâce à un système d'irrigation sophistiqué, qui fournit les nutriments nécessaires, formant ainsi un "mur vert" dont le design et la couleur sont obtenus par la sélection et la plantation de diverses espèces pré-spécifiées.
Le concept du jardin d'hiver sur le toit est une idée de la société américaine d'architecture paysagère américain Balmori Associates. La conception du mur végétal est l'œuvre du botaniste Patrick Blanc.

## Galerie d'images

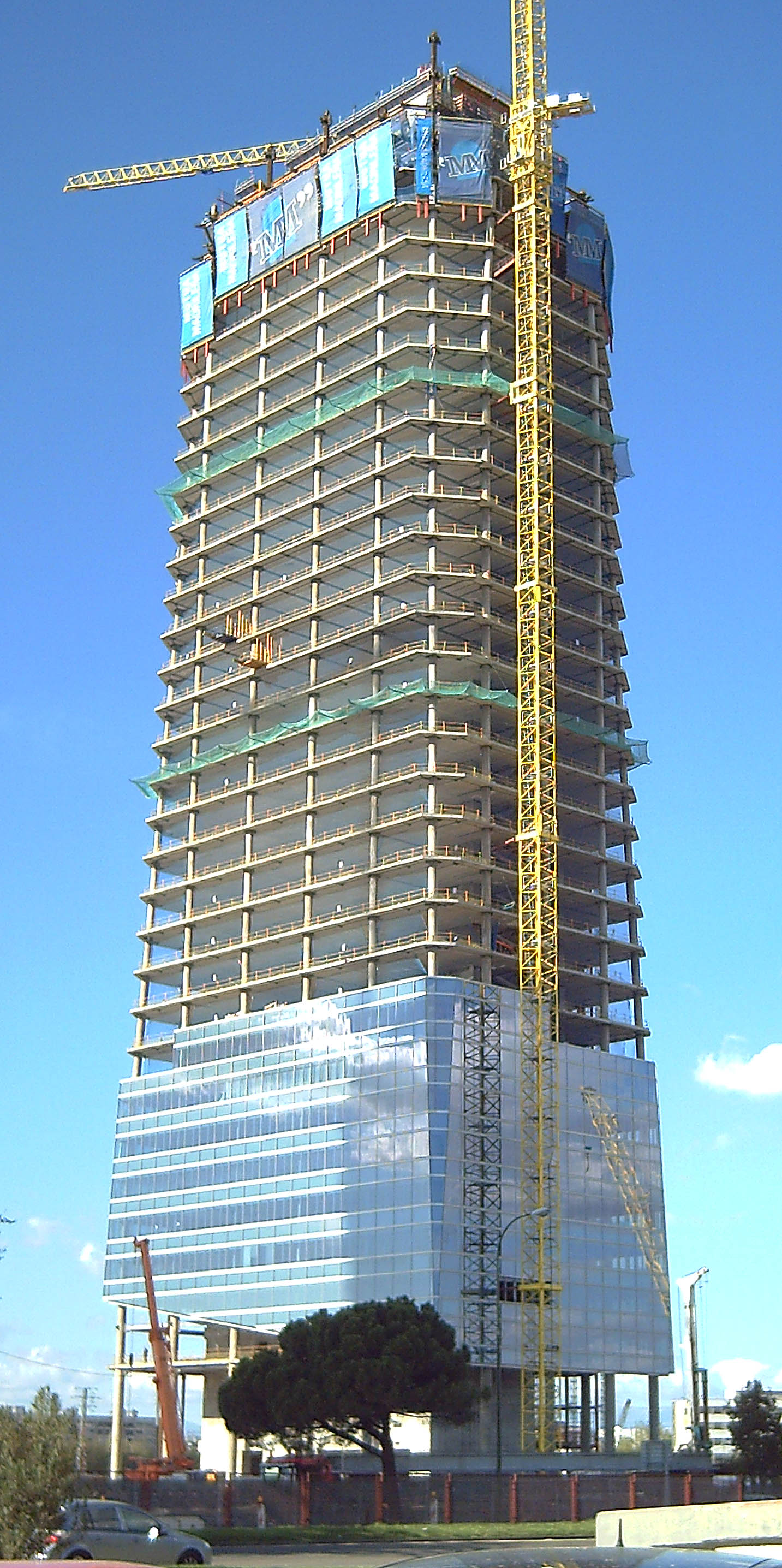
La tour pendant sa construction
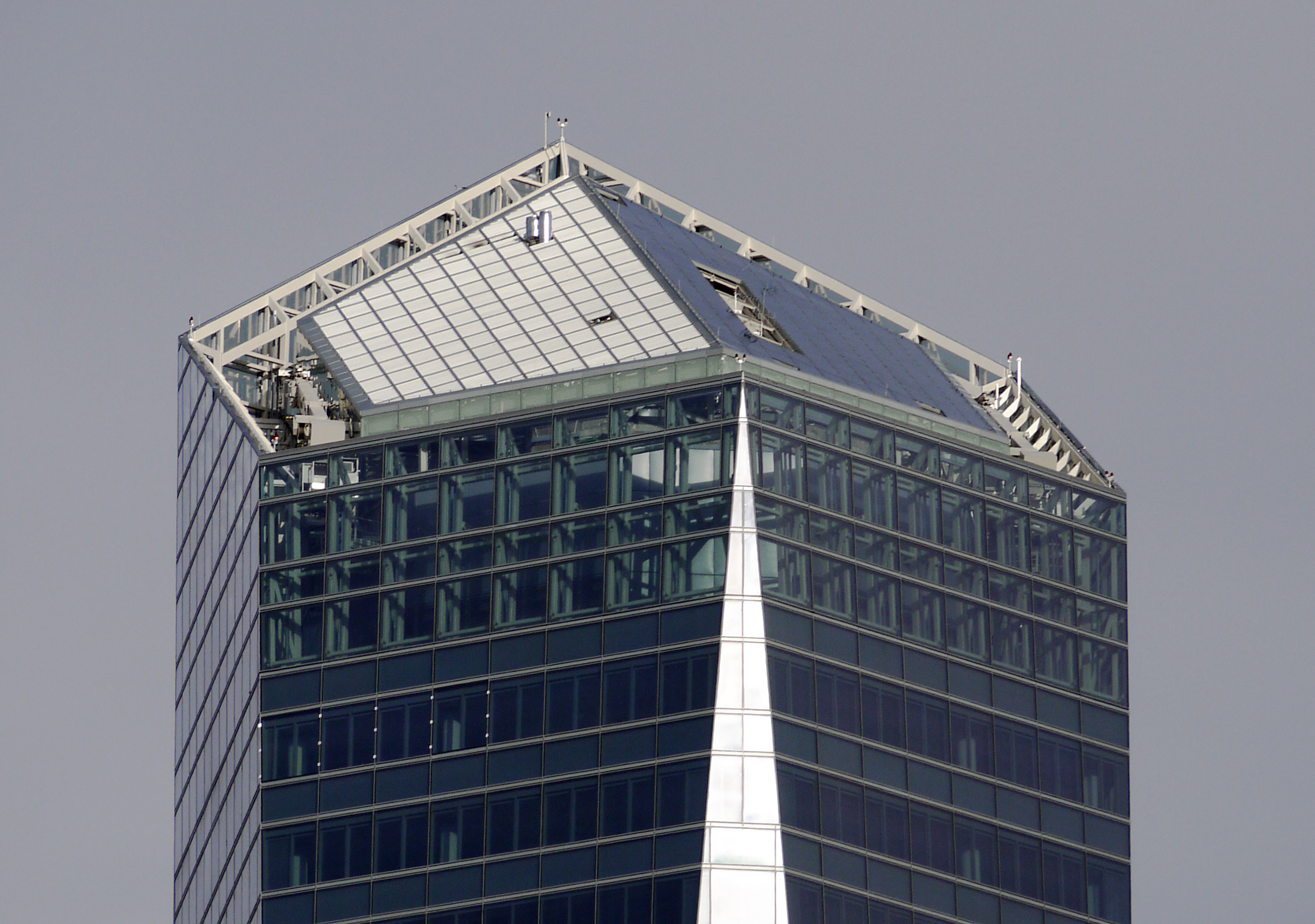
Le sommet de la tour
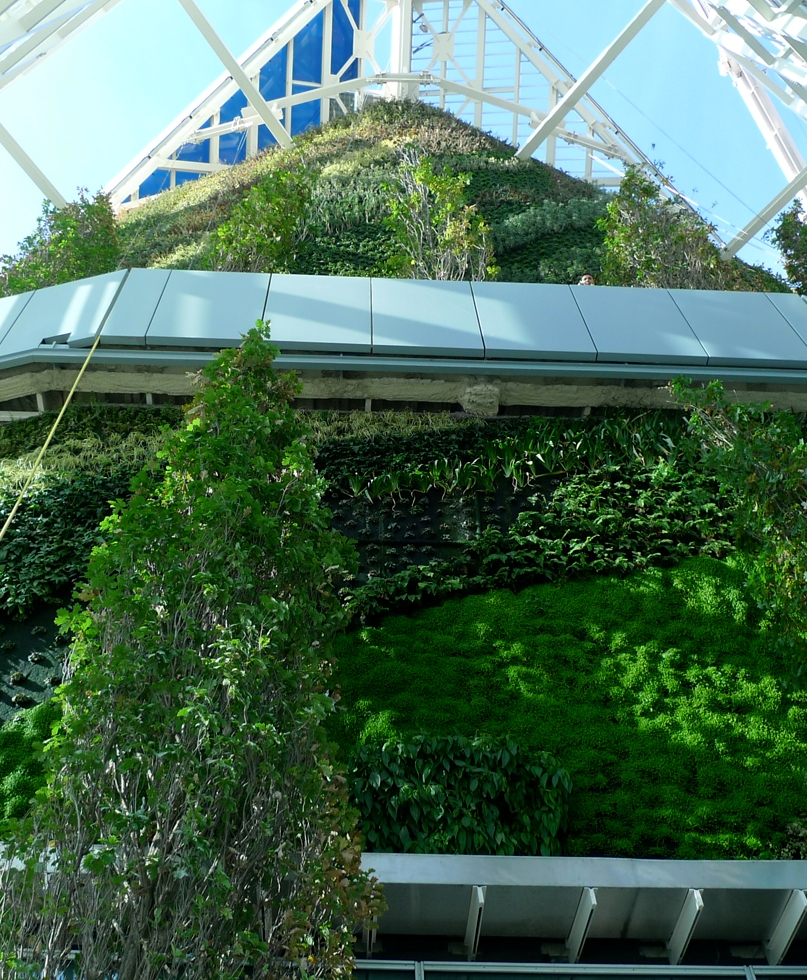
Jardin suspendu
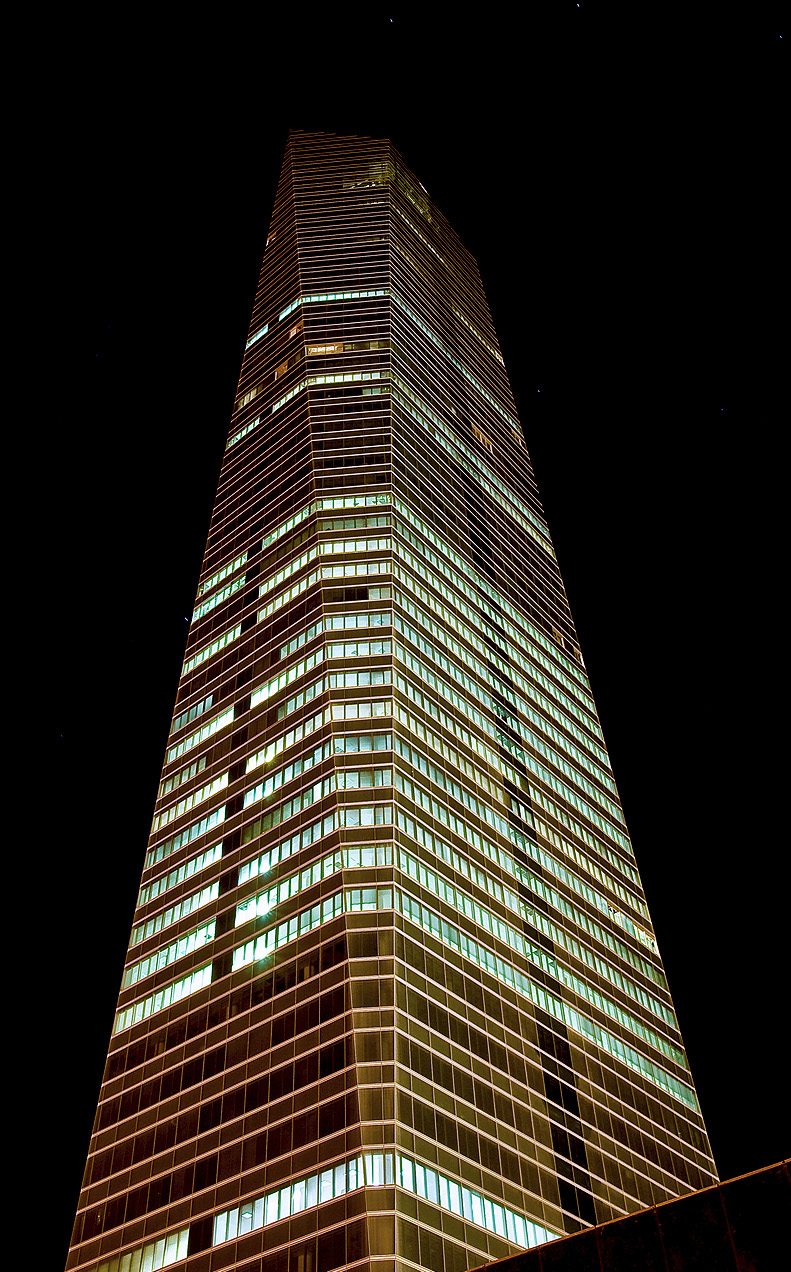
La Tour de cristal la nuit
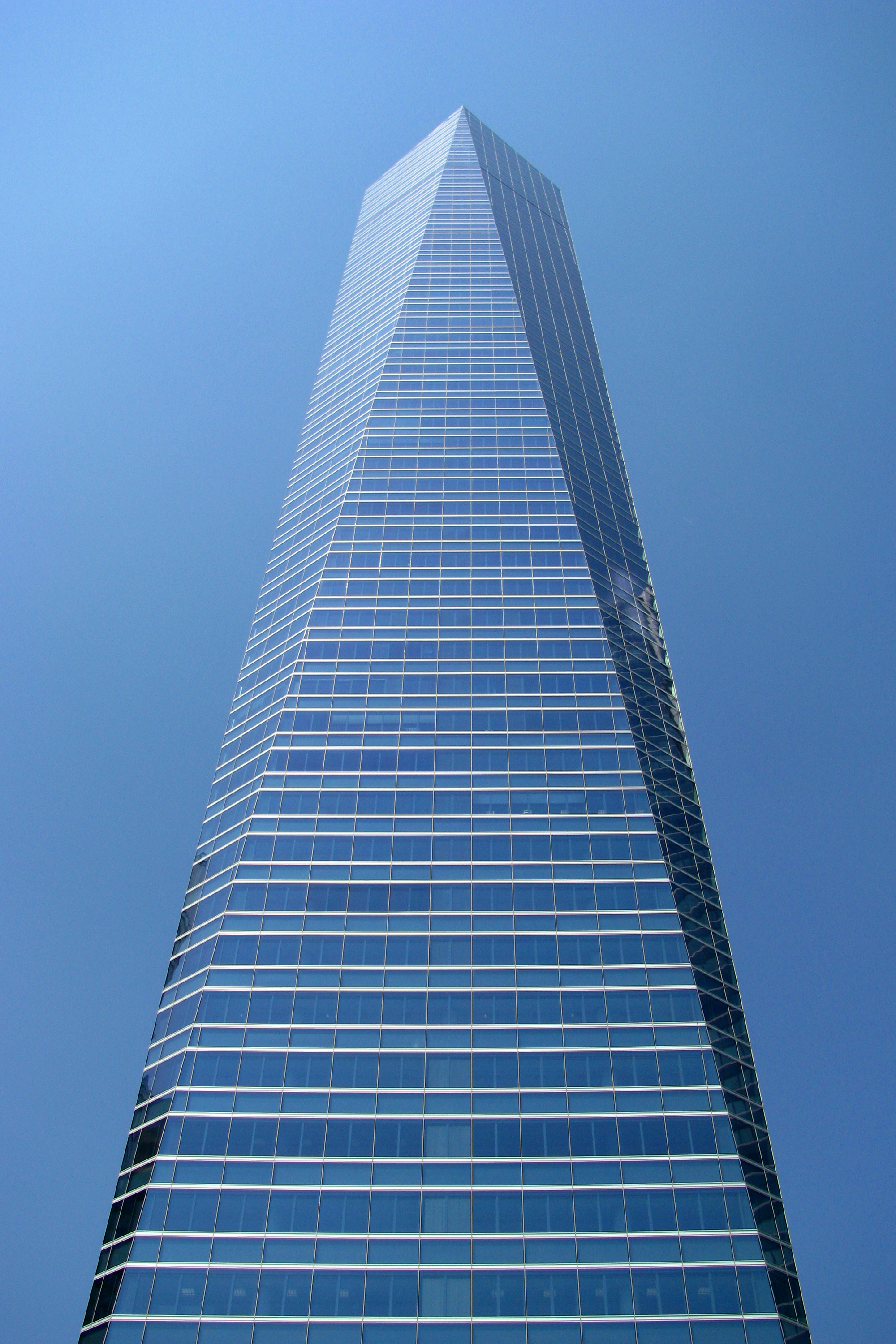
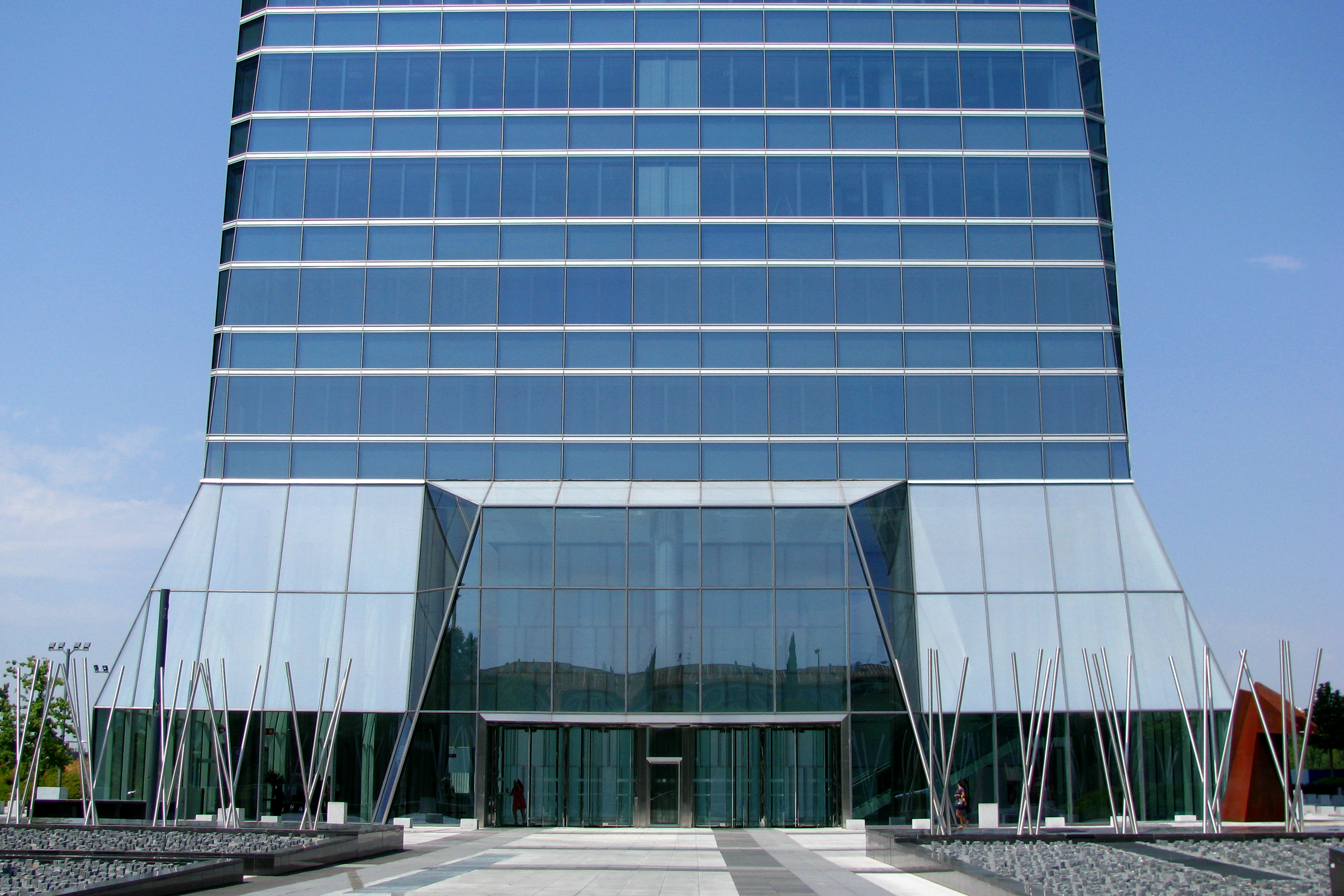
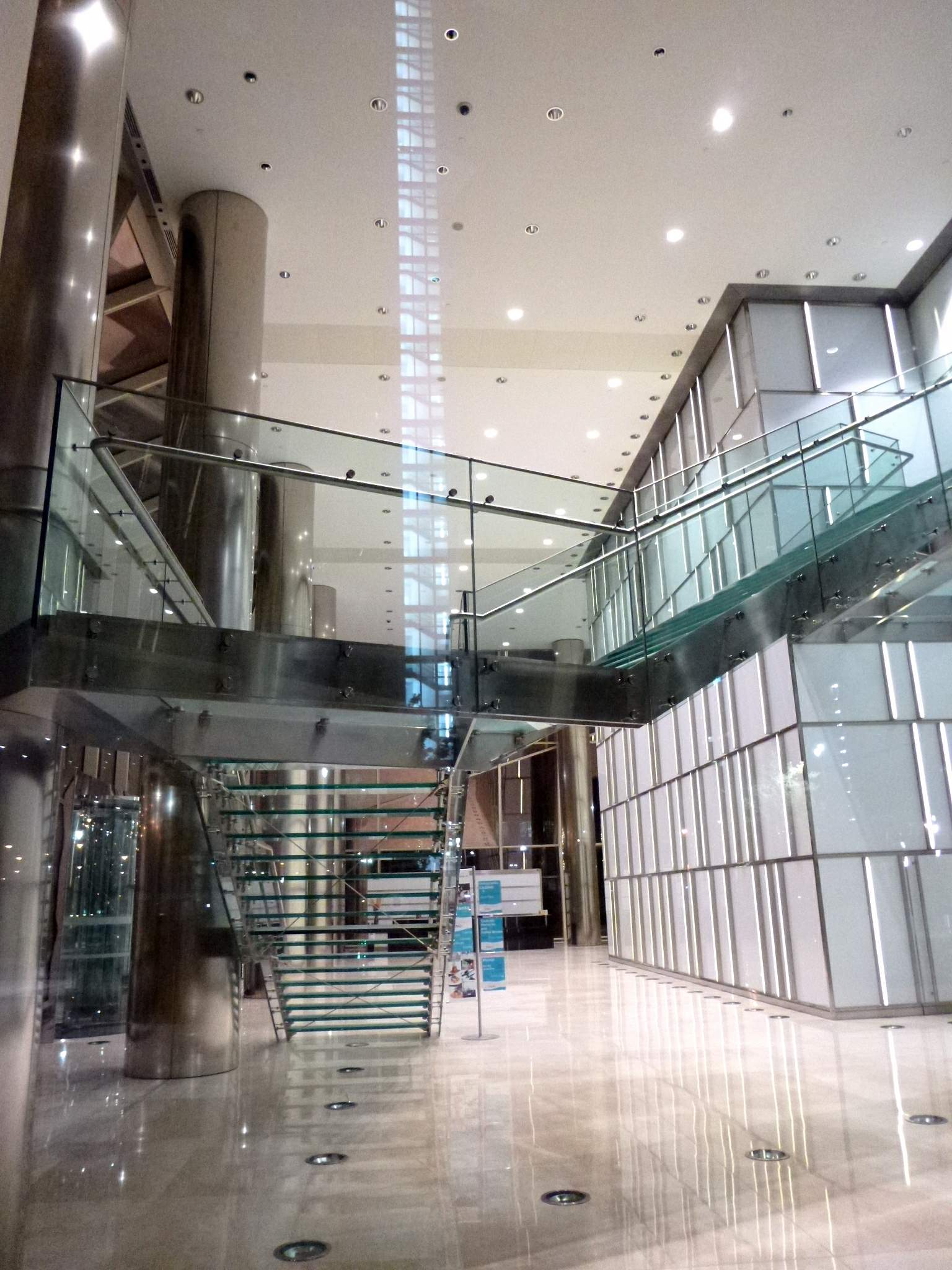

## Réferences
1. ↑  Ortiz-León Arquitectos
2. ↑  Inquilinos 2
3. ↑  « La nueva arquitectura une los rascacielos de Madrid y Nueva York – denominador común el arquitecto argentino César Pelli. », Expansión.com, 11 mars 2013
4. ↑  (es) « Torre de Cristal: acero estructural de ArcelorMittal da forma al skyline de Madrid », ArcelorMittal, 19 février 2020
5. ↑  Certificado medioambiental
6. ↑  Jardín vertical más alto de Europa
7. ↑  Vídeo Jardín Vertical